# 小行星7763
小行星7763（7763 Crabeels）是一颗绕太阳运转的小行星，为主小行星带小行星。该小行星于1990年10月16日发现。

## 轨道参数
小行星7763的轨道半长轴为2.7418002 UA，离心率为0.072。